# اوم پراکاش
اوم پراکاش (انگلیسی: Om Prakash؛ ۱۹ دسامبر ۱۹۱۹ – ۲۱ فوریه ۱۹۹۸) هنرپیشه اهل کشور هند بود. وی بین سال‌های ۱۹۴۲ تا ۱۹۹۰ میلادی فعالیت می‌کرد.
از فیلم‌هایی که وی در آن نقش داشته‌است می‌توان به برادران اشاره کرد.

## فیلم‌شناسی
فهرست برخی از فیلم‌هایی که اوم پراکاش در آن‌ها به ایفای نقش پرداخته‌است:
- برادران
- می‌خواره
- یتیم یا حرامزاده
- دو و دوتا پنج
- آنهونی
- گفتگو
- دشمن محبت
- مقاومت
- پدر آواره
- در مقابل خانه شما
- بیمار عشق
- اگر چنین است
- جولی
- بیا در آغوشم
- کانهایا
- سراسر جهان
- عبدالله
- فاگون
- قصور من چیست؟
- سایه تو
- خانم همسایه
- همدم من دوست من
- لاکشمن رکها
- پسربچه
- نام تو شکستن غم
- کلاهبردار بین‌المللی
- چارانداس
- در نزدیکی
- انتقام از آتش
- محدودیت
- جهان طلایی
- پول دزدی
- اشک و لبخند
- نوکر همسر
- داستان دو قلب
- دوستت دارم جانی
- این عشق آسان نیست
- همسر و همسر
- عصر جدید
- عزت خانه
- راجا
- قضاوت مقدر
- طوفان
- پل هوراه
- من عاشق بهار هستم
- آشوب
- زن داداش
- پدربزرگ خدا
- چراغ
- قلب من
- دلم دیوانه تو
- دو جوانه
- جهان آرا
- خاندان
- نرم گرم
- محبوب
- ساگینا
- چشم‌نواز
- امید
- متفاوت
- آلبلی
- نور جاویدان
- غافل
- کشور ما
- خواهر بزرگتر
- بیست سال بعد
- خال هندو
- پیرمرد پیدا شد
- عروسی چاملی
- نگهبان
- ثروتمند
- ترازوی تقوا